# Irvine Kinneas
Irvine Kinneas es uno de los personajes del juego de RPG Final Fantasy VIII. Se le conoce como el mejor francotirador del Jardín de Galbadia, aunque quizás sea más famoso por su pasión por las chicas y por sus constantes y graciosos momentos de ligoteo.

## Final Fantasy VIII

### Personalidad
Irvine aparenta ser un joven frívolo e indiferente, que solo atiende a lo que le interesa; pero debajo de esa máscara, se esconde un chico con una gran sensibilidad y un desmesurado sentido de protección y responsabilidad.
Desde que Irvine es presentado al grupo, empieza a insinuarse con todas las chicas sin ningún resultado, pero después de "presentarse" a Selphie Tilmitt, parece que a ella le gusta y a partir de aquí su relación será estrecha.

### Límite
El Límite de Irvine es el duelo, este consiste en disparar repetidamente, en un intervalo de tiempo, un tipo de bala escogida previamente con un valor agresivo mayor de lo normal. Todas esta balas se pueden conseguir con la habilidad "municiones" de Ifrit; o incluso las más sencillas, se pueden comprar en las tiendas.

### Munición
- Bala Común: Daña a un enemigo. Se obtiene a partir de un Tornillo. Puedes causar 10 golpes de 3.000HP (30.000HP)
- Bala Expansiva: Daña a todos los enemigos. Puedes causar 4 o 5 golpes de 3.000 a cada enemigo (12.000-15.000HP a cada enemigo)
- Bala Negra: Provoca estados alterados a un enemigo. Se obtiene a partir de un Polvo Venenoso o Colmillo Venenoso. Puedes causar 8 golpes de 4.000HP, más estados alterados, a 1 enemigo. (32.000HP)
- Bala Pírica: Daña a todos los enemigos con elemento fuego. Se obtiene a partir de un Trozo de Bom Colmillo rojo o combustible. És la primera munición que causa 9.999HP por golpe (si estas al nivel 90, 91... con este personaje) Puedes causar 4 o 5 golpes de 9.999HP. (40.000-50.000HP)
- Bala de Poder: Hace 3 veces más daño que una bala normal, pero es más lenta. Se obtiene a partir de un Misil, Bioametralladora o Espina de Cactus. Puedes causar 5 o 6 golpes de 9.999HP (60.000HP) (ésta es más eficaz que la Bala Pírica porque no es de ningún elemento y la Bala Pírica puede curar a los enemigos de ELM Fuego.
- Bala Rápida: Hace poco daño, pero su disparo es casi continuo. Se obtiene a partir de una Bala Común. Puedes causar unos 30 golpes de 2.000HP. (60.000HP)
- Bala Antitanque: Hace daño como la bala de poder, es más rápida y atraviesa las defensas del enemigo. Se obtiene a partir de una Uña Puntiaguda o Cuchilla. Puedes causar 2 o 4 golpes a cada enemigo. (20.000-40.000HP a cada enemigo)
- Bala Iónica: La mejor munición de Irvine. Es rápida y muy dañina. Se obtiene a partir de Energía pura o Generador. Si has conseguido estas balas con Irvine , será uno de los más fuertes, ya que si tienes suerte, puede lanzar hasta 12 balas que dañaran 9.999 cada una. (120.000HP)

Los daños mostrados entre paréntesis solo serán efectivos si Irvine esta en un Nivel alto, o bien si tiene 255 FRZ.

### Armas disponibles
Irvine puede escoger entre 4 escopetas en la armería:
- Valiant: Se hace con 1 Tubo de hierro y 4 Tornillos. Fuerza: 12.
- Ulises: Se hace con 1 Tubo de hierro, 1 Trozo de Bom y 2 Tornillos. Fuerza: 15.
- Bismark: Se hace con 2 Tubo de hierro, 4 Piedras dínamo y 8 Tornillos. Fuerza: 20.
- Exeter: Se hace con 2 Huesos jurásico, 1 Piedra Lunar, 2 Polvos estelares y 18 Tornillos. Fuerza: 25.

- Datos: Q10746524